# Liste der Biografien/Schuf
Liste der Biografien |
Portal Biografien |
Personensuche
# |
A |
B |
C |
D |
E |
F |
G |
H |
I |
J |
K |
L |
M |
N |
O |
P |
Q |
R |
S |
T |
U |
V |
W |
X |
Y |
Z |
?
 
Sa |
Sb |
Sc |
Sd |
Se |
Sf |
Sg |
Sh |
Si |
Sj |
Sk |
Sl |
Sm |
Sn |
So |
Sp |
Sq |
Sr |
Ss |
St |
Su |
Sv |
Sw |
Sy |
Sz
 
Sca–Sce |
Sch |
Sci–Scz
 
Scha |
Schc |
Schd |
Sche |
Schg |
Schi |
Schj |
Schk |
Schl |
Schm |
Schn |
Scho |
Schp |
Schr |
Schs |
Scht |
Schu |
Schv |
Schw |
Schy
 
Schua |
Schub |
Schuc |
Schud |
Schue |
Schuf |
Schug |
Schuh |
Schui |
Schuk |
Schul |
Schum |
Schun |
Schuo |
Schup |
Schuq |
Schur |
Schus |
Schut |
Schuu |
Schuv |
Schuw |
Schuy |
Schuz
Die Liste der Biografien führt alle Personen auf, die in der deutschsprachigen Wikipedia einen Artikel haben. Dieses ist eine Teilliste mit 15 Einträgen von Personen, deren Namen mit den Buchstaben „Schuf“ beginnt.

## Schuf

### Schufe
- Schüfer, Tobias (* 1967), deutscher evangelischer Theologe, Regionalbischof der Evangelischen Kirche in Mitteldeutschland

### Schuff
- Schüffel, Wolfram (* 1938), deutscher Arzt, Facharzt für Innere Medizin und Facharzt für Psychosomatische Medizin
- Schuffenecker, Émile (1851–1934), französischer Maler des Neoimpressionismus
- Schuffenhauer, Bill (* 1973), US-amerikanischer Bobfahrer
- Schuffenhauer, Eugen Georg (1881–1953), deutscher Sektengründer
- Schuffenhauer, Johann Karl August (1760–1837), deutscher Theologe und Philosoph
- Schuffenhauer, Tobias (* 1982), deutscher Radioredakteur, Moderator sowie Hörbuch- und Hörspielsprecher
- Schuffert, Heinrich (* 1827), Mitglied des Kurhessischen Kommunallandtags
- Schüffler, Karlheinz (* 1947), deutscher Mathematiker und Organist
- Schüffner, Wilhelm (1867–1949), deutsch-niederländischer Hochschullehrer, Professor für Mikrobiologie und Immunologie
- Schüfftan, Eugen (1886–1977), deutscher Kameramann und Erfinder

### Schufi
- Schufinsky, Viktor (* 1876), österreichischer Maler

### Schuft
- Schuft, Gustav (1876–1948), deutscher Turner
- Schuftan, Käthe (1899–1958), jüdische deutsche Malerin und antifaschistische Widerstandskämpferin

### Schufu
- Schufutinski, Michail Sacharowitsch (* 1948), russischer Entertainer und SängerMichail Sacharowitsch Schufutinski (* 1948)

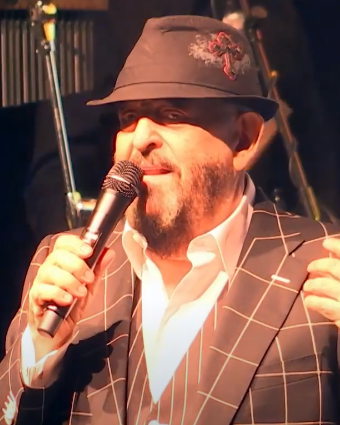
Michail Sacharowitsch Schufutinski (* 1948)